# Огиенко, Константин Александрович
Константин Александрович Огиенко — российский военачальник. Командующий войсками Первой армии противовоздушной и противоракетной обороны особого назначения (ПВО Москвы; 2021—2023). Генерал-майор (с 2020 года).

## Биография
В 1996 году окончил Ярославское высшее зенитное ракетное командное училище противовоздушной обороны имени 60-летия Великого Октября с золотой медалью.
В 2011 году Константин Александрович находясь в звании полковника был назначен командиром 5-й бригады противовоздушной обороны командования ПВО и ПРО Войск ВКО. В 2013 году принял участие в учениях Объединённой системы ПВО СНГ «Боевое содружество — 2013» с такими странами как Армения, Беларусь, Россия, Таджикистан и Украина. В 2015 году он отметил: «Напасть на слабого может любой. Естественно, мы понимаем, кто завоевал превосходство в воздухе, тот и выиграл войну. Те государства, которые этого не понимают, заранее обречены на поражение. Мы это понимаем, поэтому развиваемся, новые комплексы делаем». 
В 2020 году Константин Огиенко получил звание генерала-майора. 26 декабря 2021 года провел оперативно специальный сбор Первой армии ПВО-ПРО (ОсН). 22 февраля 2023 года Константин Огиенко принял участие в праздновании Дня защитника Отечества в ДК «Северный» где он вручил военнослужащим почетные грамоты, награды и повысил военнослужащих. 30 ноября 2021 года принял участие в торжественном открытии экспоната истребителя-перехватчика МиГ-19п в микрорайоне Авиаторов городского округа Балашиха.
7 сентября 2023 года Константин Александрович постановлением 235-го гарнизонного военного суда обвинен во взятке в особо крупном размере. Константина Александровича посадили в СИЗО. Арест начальника противовоздушной обороны Москвы связывают с тем, что он случился[уточнить] во время регулярных воздушных атак на Москву. Генералу грозит от 8 до 15 лет в тюрьме, а суд посчитал, что тот может воздействовать на свидетелей и обладает «обширными связями среди должностных лиц органов военного управления Минобороны России».

## Награды
- Медали минобороны РФ.